# Shyam Selvadurai
Shyam Selvadurai (nacido el 12 de febrero de 1965) es un novelista canadiense de Sri Lanka.

## Biografía
De madre cingalesa y padre tamil, su familia emigró a Canadá cuando Shyam tenía diecinueve años. Allí se licenció en escritura creativa y profesional en la Universidad York.
Su primera novela Funny Boy obtuvo el Premio Literario Lambda en 1996 en la categoría literatura infantil-juvenil.
Vive con su marido en Toronto.

## Obra
- Funny Boy, 1994
- Cinnamon Gardens, 1998
- Swimming in the Monsoon Sea, 2005
- Story-Wallah: Short Fiction from South Asian Writers, 2005
- The Hungry Ghosts, 2013